# Maestro Spok
Maestro Spok, nome artístico de Inaldo Cavalcante de Albuquerque (Igarassu, 12 de outubro de 1970), é um saxofonista brasileiro e compositor de frevo.
É o diretor de uma big band, a SpokFrevo Orquestra, composta por dezoito músicos cujo principal objetivo é divulgar o frevo no Brasil e no mundo.
Maestro Que Ajudou Spok - Maestro Policarpo Lira Conhecido Como - Maninho

## Discografia
- 2004: Passo de anjo[3]
- 2008: Passo de anjo ao vivo[4]